# Defensa de Cádiz contra los ingleses
Defensa de Cádiz contra los ingleses, o simplemente Defensa de Cádiz, es un cuadro de Francisco de Zurbarán, expuesto en el Museo del Prado en Madrid

## Introducción
Zurbarán pintó en 1634, para el Salón de Reinos del palacio del Buen Retiro de Madrid, una serie de diez cuadros dedicados a los trabajos de Hércules y la presente obra —antes atribuida a Eugenio Cajés— que representa la defensa de Cádiz en 1625 ante el ataque de una flota anglo-holandesa, bajo el mando de Edward Cecil.
Inventariado sin nombre de autor en 1701, Ponz atribuyó el cuadro a Cajés, atribución que conservó hasta que, en 1945, María Luisa Caturla publicó la carta de pago de 1100 ducados a Zurbarán por «los diez quadros de pintura de las fuerzas de Hércules y dos lienzos grandes que ha hecho del Socorro de Cádiz». El segundo de esos lienzos, en opinión de Caturla, sería el único de los doce cuadros de batallas pintados para el Salón de Reinos que se encuentra actualmente desaparecido, descrito en las fuentes antiguas como La expulsión de los holandeses de la isla de San Martín por el marqués de Cadreita, atribuido a Cajés pero que, para Caturla, representaría la llegada a Cádiz de la flota de Indias, comandada por Lope Díez de Aux y Armendáriz en 1625.

## Análisis de la obra

### Datos técnicos y registrales
- Pintura al óleo sobre lienzo. 302 x 323 cm;
- Museo del Prado (Inv. n° P006656);
- Datación: ca.1634 (1634-1635, según el Museo del Prado)[6]
- Catalogado por O. Delenda con el número 73 y por Tiziana Frati con el número 146.[7]

### Descripción de la obra
Zurbarán realizó una composición con un cierto aire teatral, de forma similar a la de las otras escenas de batallas del Salón de Reinos —excepto las de Velázquez y Maíno— diferenciando entre un escenario en primer término y un telón de fondo, separados aquí por la torre de la izquierda.
En primer plano aparece sentado el gobernador de Cádiz, Fernando Girón —aquejado de gota— vestido de negro, con un bastón-muleta en su mano izquierda, y un bastón de mando en la derecha. Detrás de él, un caballero de Santiago, posiblemente su secretario. Frente a él, Diego Ruiz —teniente maestre de campo— y, a la derecha, cuatro oficiales más, elegantemente vestidos, uno de los cuales debe de ser Lorenzo de Cabrera, corregidor de Cádiz. Sus rostros constituyen magníficos retratos, sus manos bien dibujadas, el color es excelente y las armaduras centellean con la luz. Pero Zurbarán no logra relacionarlos del todo, si bien anima la composición por sus posturas —de perfil, de espaldas, otros vueltos de tres cuartos— y por la forma como sostienen sus sombreros, bastones y espadas.
Como telón de fondo, el paisaje marítimo —sencillo y convencional— representa el desembarco de las tropas atacantes frente al fuerte del Puntal, en la bahía de Cádiz, visto de sur a norte, divisándose la lengua de tierra que une Cádiz con la isla de León. Grupos de los soldados españoles repelen el ataque, dirigiéndose hacia la costa, cubierta de embarcaciones. Las lejanías —más bien endebles— se habían atribuido a Jusepe Leonardo, pero actualmente se adjudican a Zurbarán y a sus ayudantes, quienes no logran relacionar plenamente el fondo con los personajes del primer término.

## Procedencia
1. Madrid, Palacio del Buen Retiro, Salón de Reinos, 1634-1794;
2. París, Musée Napoléon (Museo del Louvre) (no expuesto) 1813-1815;
3. Madrid, Real Academia de San Fernando, 1818;
4. Madrid. Museo del Prado, 1824.[11]